# Relations entre la France et le Tibet
Les relations entre la France et le Tibet oscillent entre le soutien aux droits des Tibétains de vivre librement leur culture et l'obligation pour la France de développer des relations économiques avec la Chine. 

## Positionnements politiques de la France
En janvier 1964, le président de la République française Charles de Gaulle reconnaît la République populaire de Chine, dans ses frontières internationalement reconnues à l'époque avec le Tibet dans celles-ci : « Le poids de l’évidence et de la raison pesant chaque jour davantage  ». Dans le même temps la France accueille et soutient des réfugiés tibétains.
En septembre 1992, s'ouvre à Paris un Bureau du Tibet, représentation officielle du dalaï-lama et du gouvernement tibétain en exil. Bernadette Sauvaget, journaliste à l'hebdomadaire protestant Réforme, voit dans le Bureau du Tibet de Paris « une sorte d'ambassade officieuse pour l'Europe occidentale ».
En novembre 2008, le président de la République Nicolas Sarkozy annonce sa rencontre prochaine avec le 14e dalaï-lama, Tenzin Gyatso, et indique : « Les Tibétains n'ont pas à souffrir de la répression et, comme chacun, ils ont droit à la liberté ». À la suite de cette annonce les autorités chinoises annulent un sommet Union européenne-Chine alors que la France assurait la présidence du Conseil de l'Union européenne.
Selon China Daily en 2009, après que le premier ministre chinois Wen Jiabao eut demandé à la France de clarifier sa position sur le Tibet, le porte-parole du Ministère français des affaires étrangères, Éric Chevallier, a déclaré que la position de la France était inchangée et que celle-ci rejetait le séparatisme et l'indépendance tibétaine.
En septembre 2016, Emmanuel Macron, alors ancien ministre de l'Économie, rencontre le chef spirituel tibétain, Tenzin Gyatso. À cette occasion, il reçoit du dalaï-lama une khata et indique : « J'ai vu le visage de la bienveillance ». En 2018, Emmanuel Macron, président de la République, se propose comme médiateur pour résoudre la question du Tibet. Par contre il ne souhaite pas rencontrer, de nouveau, le dalaï-lama car cela « serait inutile et contre productif ». Le 30 avril 2024, quelques jours avant de recevoir le président chinois Xi Jinping et à l’occasion de la remise de la Légion d’honneur à André Gattolin, le président de la République Emmanuel Macron rencontre le sikyong Penpa Tsering qui lui remet une photo dédicacée de sa rencontre avec le dalaï-lama en 2016,, François Wu assistant aussi à l'évènement.

## Communauté tibétaine en France
La communauté tibétaine en France existe depuis les années 1960, après l'arrivée de 4 Tibétains en 1960, suivis d'un groupe de 20 jeunes tibétains. En septembre 1992, s'ouvre à Paris un Bureau du Tibet. En 2019, 8 000 à 10 000 Tibétains sont installés en France sur les 150 000 répartis à travers le monde,.

## Analyses
Pour l'historien Laurent Deshayes  la relation entre la France et le Tibet « est une sorte de balance où l’on essaie d’affirmer le droit des Tibétains à vivre leur culture et où l’on ne veut pas se mettre à dos la Chine ».